# Belcaire
Belcaire é uma comuna francesa na região administrativa de Occitânia, no departamento de Aude. Estende-se por uma área de 30,68 km². Em 2010 a comuna tinha 395 habitantes (densidade: 12,9 hab./km²).